# Melinoides furva
Melinoides furva là một loài bướm đêm trong họ Geometridae.